# 永盛路
永盛路是中華人民共和國上海市嘉定區嘉定工業區一條西北-東南走向的道路，道路的意思是「永远昌盛」。道路南起寶安公路，中与招贤路、叶城路、福海路、裕民路等道路相交，北至沪宜公路。道路长度在1.6公里以上，宽20米，车行道宽12米，道路建於1994年。起初道路的叶城路以南为沥青路面，以北为水泥路面，两侧人行道宽各4米，道路兩邊種植行道树以及花木。